# Emsetal
Emsetal era un comune tedesco nel Land della Turingia, esistito dal 1996 al 2013.

## Storia
Il comune di Emsetal venne creato nel 1996 dalla fusione dei comuni di Fischbach, Schmerbach, Schwarzhausen e Winterstein. Il nome del nuovo comune (letteralmente "valle dell'Emse") fu derivato dal fiume Emse che scorreva nel territorio comunale.
Nel 2013 il comune di Emsetal venne soppresso e aggregato alla città di Waltershausen.